# Nicolau de Langres
Nicolau de Langres (1???-1665), engenheiro-militar e arquitecto francês.
Serviu ao rei Luís XIII de França na função de engenheiro ordinário, encarregado de desenhar, erguer e reparar as fortificações daquele reino.

## Biografia
No contexto da Restauração da independência portuguesa, a partir de 1640, ante a iminência de uma invasão espanhola, impôs-se a completa reestruturação das fortificações fronteiriças de Portugal,  adaptando-se as estruturas ainda medievais às exigências da artilharia da época.
Foi, assim, convidado pelo embaixador de Portugal a vir servir no Exército português, nas mesmas funções, por contrato de três anos, o que aceitou em 1644. Por morte de João Cosmander, engenheiro da província do Alentejo (1648), sucedeu-lhe, tendo recebido do rei D. João IV (1640-56) a patente de Coronel Superintendente dos Engenheiros.
Foi o autor, entre outros, dos projectos para a Fortaleza de Juromenha e para a Praça-forte de Campo Maior.
Langres se passou para o serviço da Espanha, sob o comando de D. João de Áustria, vindo a comandar, em pessoa, a artilharia inimiga quando do ataque de 1662 à Fortaleza de Juromenha, por ele projetada e construída quando a serviço de Portugal.
Veio a falecer, após a batalha de Montes Claros (1665), no mesmo ano, durante cerco a Vila Viçosa.